# 16th Vermont Infantry
Le 16th Regiment, Vermont Volunteer Infantry (ou 16th VVI) est un régiment d'infanterie d'une durée de neuf mois dans l'armée de l'Union pendant la guerre de Sécession. Il sert sur le théâtre oriental, principalement dans les défenses de Washington, à partir d'octobre 1862 et jusqu'à août 1863. Il fait partie de la 2nd Vermont Brigade.

## Recrutement
Le 16th Vermont Infantry, un régiment d'une durée de neuf mois, est levé à la suite de l'appel du président Abraham Lincoln du 4 août 1862, pour obtenir des troupes supplémentaires en raison des résultats désastreux de la campagne de la Péninsule.
Il est recruté dans les comtés de Windsor et de Windham, les deux comtés les plus méridionaux de l'État, et se rassemble dans les villes suivantes :
- Bethel, compagnie A, recruté par l'Asa G. Foster.
- Brattleboro, compagnie B, Robert B. Arms.
- Ludlow, compagnie C, Asa G. Foster.
- Townshend, compagnie  D, David Ball.
- Springfield, compagnie E, Alvin C. Mason.
- Wilmington, compagnie  F, Henry F. Dix.
- Barnard, compagnie  G, Harvey N. Bruce.
- Felchville, compagnie  H, Joseph C. Sawyer.
- Williamsville, compagnie  I, Lyman E. Knapp.
- Chester, compagnie  K, Samuel Hutchinson.

Le 27 septembre 1862, les officiers mentionnés ci-dessus se rencontrent à Bellows Falls et élisent Wheelock G. Veazey, de Springfield, comme colonel Charles Cummings, de Brattleboro, lieutenant-colonel, et William Rounds, de Chester, commandant.
Le régiment se rassemble à Brattleboro, le 9 octobre, et entre au service des États-Unis le 23 octobre, avec 949 officiers et hommes du rang. Il quitte Brattleboro le 24 octobre, et arrive à Washington, D.C. le matin du 27 octobre, allant dans un camp près de quatre autres régiments qui forment ensuite la 2nd Vermont Brigade.

## Sur le terrain
Le régiment marche sur Munson Hill le 30 octobre, puis à Hunting Creek, le 5 novembre, où il reste jusqu'au 12 décembre. Il effectue ensuite un service de piquet près de Fairfax Court House, jusqu'au 20 janvier 1863, où il concourt à repousser la cavalerie de Stuart le 29 décembre 1862. Le régiment est ensuite stationné à Union Mills, du 24 mars au 1er juin, puis à Bristoe Station, Catlett's Station et de Manassas jusqu'au 15 juin, quand il revient à l'Union Mills.
Le 25 juin, la brigade est affectée à la troisième brigade de la troisième division du Ie corps, et reçoit l'ordre de former l'arrière-garde de l'armée du Potomac alors qu'elle marche vers le nord après l'armée de Virginie du Nord de Robert E. Lee. Le 16th marche avec la brigade de Wolf Run Shoals le 25 juin, traverse le fleuve Potomac, le 27 juin, à Edward's Ferry, et part vers le nord par Frederick City et Creagerstown, dans le Maryland. Il s'approche de Gettysburg le 1er juillet, lorsque les 12th et 15th Venrmont sont détachés à la garde des trains du corps. Les deux régiments accompagnent les trains du corps à Rock Creek Church, près du champ de bataille. Le reste des régiments de la brigade arrive sur le champ de bataille de Gettysburg après la tombée de la nuit le premier jour de la bataille, et campe dans un champ de blé à la gauche de Cemetery Hill.

## Gettysburg
Le 2 juillet, la brigade aide à renforcer les lignes de piquet, le long de Cemetery Ridge, qui est menacé par une attaque du général confédéré A. P. Hill.
Les 13th, 14th et 16th Vermont jouent un rôle central lorsque l'Union repousse la charge de Pickett l'après-midi du 3 juillet. Le 13th et le 16th Vermont flanquent la brigade de James L. Kemper alors qu'elle approche du bosquet d'arbres sur Cemetery Ridge, puis le 16th se tourne, et rejoint par le 14th, arrête la progression de la brigade de Cadmus M. Wilcox, capturant des centaines de Virginiens. Le lieutenant George Benedict, un aide de camp du brigadier général George J. Stannard, relate la réaction du général Abner Doubleday, en disant : « il agita son chapeau et s'écria : « Gloire à Dieu, gloire à Dieu! Regardez les Vermonters faire ! » ».

## Derniers jours
Après la bataille, en raison de la blessure du brigadier général George J. Stannard, le colonel Veazey assume le commandement de la brigade, et il participe à la poursuite de l'armée de Virginie du Nord de Lee à travers les montagnes Catoctin à Middletown, dans le Maryland, puis revient à South Mountain, par Boonesboro, à Williamsport par 14 juillet. Le jour précédent, un piquet fort de 150 hommes du 16th participe à un accrochage avec des piquets rebelles, dans lequel deux soldats sont blessés. C'est la dernière action de la brigade.
Les 14th, 15th et 16th Vermont marchent de nouveau sur Harper's Ferry, en face de South Mountain, et campent près de Petersville, près de Berlin. Le 18 juillet, le régiment est libéré, prend un train de Berlin à Baltimore. Il atteint la ville de New York le 20 juillet. Après avoir passé quelques jours sans incident dans cette ville déchirée par les émeutes, aidant à la sécurité, le régiment poursuit son voyage de retour, arrive à Brattleboro, le 21 juillet, et quitte le service actif le 30 juillet.
Comme les autres régiments de la 2nd Vermont Brigade, qui viennent d'être libérés, des dizaines de membres du 16th Vermont s'enrôlent à nouveau, principalement dans les régiments de la 1st Vermont Brigade, et le 17th Vermont Infantry.

## Médaille d'honneur
- Wheelock G. Veazey, colonel, « a rapidement assemblé son régiment et a chargé le flanc de l'ennemi ; a chargé de front sous le feu nourri, et a chargé et détruit une brigade confédérée, tout cela avec des troupes nouvelles pour leur première bataille », à Gettysburg, le 3 juillet 1863.

## Décompte final
| DÉCOMPTE FINAL                    | DÉCOMPTE FINAL |
| --------------------------------- | -------------- |
| Membres d'origine                 | 964            |
| Gain (recrues et transferts)      | 4              |
| --- Agrégation                    | 968            |
| --- Pertes ---                    |                |
| Tué au combat                     | 16             |
| Mort de ses blessures             | 8              |
| Décédé de maladie                 | 48             |
| Mort dans les prisons confédérées | 1              |
| Total des décès                   | 73             |
| Démobilisé                        | 59             |
| Déserteur                         | 2              |
| Promu dans l'armée américaine     | 2              |
| Nommé cadet de West Point         | 1              |
| --- Total des pertes              | 137            |
| Libéré à divers moments           | 831            |
| Total des blessés                 | 87             |
| Total des faits prisonniers       | 4              |

## Lectures complémentaires
- Coffin, Howard, Full Duty: Vermonters in the Civil War. Woodstock, VT.: Countryman Press, 1995.
- -----. Nine Months to Gettysburg. The Vermonters Who Broke Pickett's Charge. Woodstock, VT.: Countryman Press, 1997.
- Palmer, Edwin F., The Second Brigade: or, Camp Life, By a Volunteer, Montpelier: E. P. Walton, 1864.
- Williams, John C. Life in Camp: A History of the Nine Months' Service of the Fourteenth Vermont Regiment, From October 21, 1862, When It was Mustered into the U.S. Service, to July 21, 1863, Including the Battle of Gettysburg. Claremont, NH: Claremont Mfg Co, 1864.